# Ярёмка, Светлана Николаевна
Светлана Николаевна Ярёмка (укр. Світлана Миколаївна Ярьомка, род. 9 апреля 1989, Яготин, Киевская область) — украинская самбистка, дзюдоистка и сумоистка, чемпионка и призёр чемпионатов Украины по дзюдо, призёр чемпионатов Европы по дзюдо, призёр Европейских игр 2015 года по дзюдо, призёр чемпионатов Европы по самбо, чемпионка и призёр чемпионатов мира по самбо, бронзовый призёр Всемирных игр по сумо. Мастер спорта Украины международного класса.
Участвовала в Олимпийских играх 2016 года в Рио-де-Жанейро, где проиграла первую схватку в 1/8 финала участнице из Нидерландов Тесси Савелкоулс и выбыла из дальнейшей борьбы.

## Спортивные результаты
- Чемпионат Украины по дзюдо 2006 года — ;
- Чемпионат Украины по дзюдо 2012 года — ;
- Чемпионат Украины по дзюдо 2013 года — ;
- Чемпионат Украины по дзюдо 2016 года — ;
- Чемпионат Украины по дзюдо 2017 года — ;